# Acanthophyllum chloroleucum
Acanthophyllum chloroleucum är en nejlikväxtart som beskrevs av Karl Heinz Rechinger och Aell. Acanthophyllum chloroleucum ingår i släktet Acanthophyllum och familjen nejlikväxter. Inga underarter finns listade i Catalogue of Life.